# Domain Tennis Centre
O Domain Tennis Center (formalmente chamado de "Hobart International Tennis Center") é a principal instalação de tênis no estado da Tasmânia, Austrália. Ele está localizado no Queens Domain, a menos de 1 km do distrito financeiro de Hobart.
O Domain Tennis Center possui 6 quadras duras de Plexicushion, 7 quadras de grama sintética e 5 quadras de saibro, todas de alto padrão internacional. O centro também possui uma loja especializada, bar e clube com mais de 800 membros.

## Histórico
O Domain Tennis Center foi fundado em 1963 para atender a crescente necessidade de um centro de tênis de padrão internacional na Tasmânia e continua sendo o principal local para jogar tênis em Hobart. A primeira partida social de tênis foi disputada no local atual em 26 de novembro de 1964, e o Domain Tennis Center foi inaugurado oficialmente em 19 de dezembro de 1964. Inicialmente o centro consistia em nove quadras de grama e doze quadras de saibro.
A "Tasmanian Lawn Tennis Association" fundada em 1909 e o conselho da "Southern Tasmanian Lawn Tennis Association" reconheceram a necessidade de um novo centro de tênis de padrão internacional para a Tasmânia. Foram considerados três locais para o centro (Nutgrove, Queenborough e Queens Domain), foi decidido em 1960 prosseguir para uma área reservada pelo Conselho Municipal de Hobart em Queens Domain.
Ao longo dos anos, os pisos das quadras de centro mudaram. As quadras de grama deram lugar ao "Mateflex" em 1979 (Hobart sediou o "Australian Hardcourt Championships"). Em 1984, as quadras 11 a 18 foram convertidas do saibro para grama sintética, o "Mateflex" foi substituído por grama sintética e permaneceram sete quadras de grama na parte inferior do centro. Em 1994, cinco quadras (Central, Oeste, 8, 9 e 10) foram convertidas para  Rebound Ace e, mais recentemente, para "Plexicushion" iguais às do Australian Open.
Em 2005, o clube recebeu uma subvenção do Governo do Estado para atualizar as instalações. Esta atualização foi concluída em dezembro de 2006 com novas instalações para administração, uma loja de tênis profissional, acomodação para treinadores, bem como a adição de um amplo deck com vista para as quadras de saibro com vistas magníficas do rio Derwent e da cidade de Hobart.

## Reformas
Em meados de 2009, o governo da Tasmânia anunciou US$ 2,25 milhões para financiar reformas no Domain Tennis Center durante 2009–10. Este anúncio foi para garantir que o torneio Moorilla Hobart International fosse mantido. Antes da final de simples de 2010, representantes da Tennis Australia, juntamente com o diretor do torneio Michael Roberts, anunciaram que o futuro do torneio estaria garantido até 2013.
Em 2009, o Domain Tennis Center iniciou uma série de remodelações para garantir o futuro do torneio. A primeira etapa dessas reformas incluiu a demolição da arquibancada norte para dar lugar a um Stand Corporativo permanente e também a um novo Stand de Mídia no extremo sul do Pátio Central. Isso foi concluído antes do torneio Moorilla Hobart International de 2010. A segunda etapa da reforma é a construção de novas arquibancadas permanentes nas extremidades leste e oeste da quadra, aumentando o número de assentos de cerca de 1.000 para 2.500 espectadores incluindo um salão VIP para 400 pessoas. A reforma foi concluída antes do torneio de 2011.